# Random Thoughts
Random Thoughts (胡思亂想) è un album cantopop del 1994 della cantante pop cinese Wang Fei, conosciuta musicalmente anche come Faye Wong. Esso ha segnato il suo passaggio verso la musica alternative, ed include ben due cover degli scozzesi Cocteau Twins (rock alternativo), che la stessa cantante ha riconosciuto come gruppo che ha grandemente influenzato la sua musica.

## Tracce
1. 胡思亂想 (Wu See Luen Seung)
Pensieri a caso
2. 誓言 (Shi Yan)
Pegno
3. 天與地 (Teen Yu Dei)
Il cielo come la terra / Cielo e terra
4. 夢中人 (Moong Joong Yun)
Amante dei sogni
5. 知己知彼 (Jee Gei Jee Bei)
Conosci te stesso e gli altri
6. 純情 (Seun Tsing)
Amore puro
7. 遊戲的終點 (Yau Hei Dik Joong Deem)
Fine del gioco
8. 夢遊 (Moong Yau)
Sonnambulismo
9. 藍色時分 (Laam Sik See Fun)
Momento di depressione
10. 回憶是紅色天空 (Wui Yik See Hoong Sik Teen Hoong)
Il ricordo è un cielo rosso

La canzone che dà il titolo all'album, Random Thoughts, è una cover di Bluebeard dei Cocteau Twins, così come Know Oneself and Each Other, la traccia numero cinque, ripresa dalla loro Know Who You Are at Every Age, contenuta nell'album del 1993 Four-Calendar Café.
Dream Lover (talvolta tradotta anche come Person in a Dream, Persona in un sogno) è una cover di Dreams degli irlandesi Cranberries, contenuta nell'album Everybody Else Is Doing It, So Why Can't We?. Dream Lover è stato un singolo di successo, tanto che è stato inserito nella colonna sonora del film di Wong Kar-wai Hong Kong Express, nel quale ha recitato la stessa Faye.